# 엘사 타워 55
엘사 타워 55(일본어: エルザタワー55)는 일본 사이타마현 가와구치시에 위치한 마천루다.

## 같이 보기
- 일본의 마천루 목록